# Date (Unix)
Pour les articles homonymes, voir Date (homonymie).
date est une commande UNIX permettant d'afficher ou d'initialiser date et heure du système.
Sur un système Linux, la syntaxe est :
- affichage de la date actuelle :  date [option]... [+Format]
- modification :  date [-u|--utc|--universal] [MMJJhhmm[[CC]AA][.ss]]

Les options et formats sont décrits par la commande date --help

## Exemples
Par exemple, le vendredi 15 mai 2009 à 17 h 52 (heure française), date renvoie : ven. mai 15 17:52:00 CEST 2009.
- Pour l'afficher dans un format compatible avec un nom de fichier :

```
date
 
+%Y-%m-%d

```

donne : 2009-05-15.
- Pour que cette date devienne celle du système :

```
date
 
-s
 
"05/15/2009 17:52:00"

```

- Pour définir la date actuelle :

```
date -s "
03
/
8
/
2025
 
13:26
:
32
"
```

Remarque : il existe aussi des applications pour configurer la date du système en la récupérant automatiquement du réseau, comme ntpd.